# Hossō-shū
Hossō-shū (jap. 法相宗, dt. Schule der Dharma-Eigenschaften; auch Yui-shiki-shū (唯識宗), dt. Nur-Bewusstseins-Schule; oder auch Yuga-shū (瑜伽宗), dt. Yoga-Schule) ist der Name einer Schulrichtung des japanischen Buddhismus. Sie basiert wie ihr chinesisches Pendant, die Faxiang-Schule, auf den idealistischen Lehren des Vijñānavāda bzw. Yogācāra.

## Geschichte
Die Hossō-shū wurde 660 in der Asuka-Zeit von Dōshō (道昭; 629–700) initiiert, der zuvor etwa sieben Jahre unter Xuan Zang und Kui Ji (chinesisch 窺基; 632–682) studiert hatte und die neuen Lehren zum ersten Mal in Japan bekannt machte. Die zweite Überlieferung der Lehren geschah im Jahr 665 durch Chitatsu bzw. Chidatsu (智達) und Chitsū (智通). Die dritte Überlieferung wurde durch Chie-bong (chinesisch 智鳳; jap. Chihō), Chiran (智鸞) und Chiyū (智雄) vollzogen, die alle um 703 bei Zhi Zhou (chinesisch 智周; 678–733) studiert hatten.
Ein Schüler Chie-bongs, Gembō (玄昉; ?–746), brachte nach seinem Studium (etwa 716 bis 734) bei Zhi Zhou als vierte Überlieferung die neuesten chinesischen Interpretationen in der Nara-Zeit nach Japan und begründete am Kōfuku-ji die sogenannte „Nördliche Tradition“, während die bisherige Lehrtradition nun unter dem Namen „Südliche Tradition“ bekannt wurde, deren Zentrum der Gangō-ji blieb.
Die Hossō-shū war lange Zeit (besonders während der späten Nara-Zeit) äußerst populär und im kritischen Diskurs der buddhistischen Gelehrten in Japan insbesondere wegen ihrer Schriften zur buddhistischen Logik kaum zu übergehen. Nach Aufkommen der Tendai- und Shingon-shū in der Heian-Zeit war sie die einzige der sechs ursprünglichen Nara-Schulen, die noch nicht in völliger Stagnation begriffen war.
Jōshō (定照; 911–983), Abt am Kōfuku-ji, richtete an seinem Tempel zwei Studientempel ein (Ichijō-in und Daijō-in), die in den folgenden Generationen die Lernzentren der Hossō-shū bleiben sollten.
Während der Heian-Zeit trat die Hossō-shū hauptsächlich mit umfassenden Katalogen von Schriften und Kommentaren der eigenen sowie der anderen buddhistischen Lehren in Japan auf. Zu nennen sind hierbei insbesondere Eichō, Zōshun und dessen Schüler Kakuken (1131–1212; seinerseits Bruder von Myōhen und Chōken sowie Onkel von Shōkaku und Jōkei). Zudem passten sich die Lehren der Hossō-shū seit der Mitte der Heian-Zeit zunehmend an den esoterischen Buddhismus (Mikkyō) an.
Jōkei (貞慶; 1155–1213), Kakukens Neffe und Enkel von Fujiwara Michinori, wurde zu einer der herausragenden Gestalten der Hossō-shū in der Kamakura-Zeit. Nachdem er im Alter von acht Jahren der Gemeinde des Kōfuku-ji beigetreten war und dort 30 Jahre geblieben war, wurde er aufgrund schlechter Erfahrung mit dem bereits korrupt gewordenen Nara-Buddhismus ein Einsiedler auf dem Berg Kasagi, der damals als das Reine Land des Buddhas Maitreya galt. Dort widmete er sich der Verehrung von Maitreya, der Praktizierung strengen Vinayas und studierte die Hossō-Lehren, die er neu systematisieren und mit dem Mikkyō, dem Zen sowie dem Nembutsu vereinen wollte. Seine bedeutendste Schrift ist das Yuishiki Dōgakushō (zu Deutsch etwa: „Abhandlung über das Studium des Vijñānavāda“). Sein Werk der Vinaya-Restauration wurde insbesondere von seinen Schülern Kainyo, Kakushin und Ryōsan fortgeführt.
Einer der letzten großen Vertreter der Hossō-shū war Ryōhen (良遍; 1192/94–1252), der im Alter von 49 ein Einsiedler am Chikurin-ji auf dem Berg Ikoma wurde, wo er sich vor allem der Verehrung von Siddhartha Gautama, Maitreya, Jizō und Amida sowie der Systematisierung der Hossō-Lehren in Verbindung mit Kegon-, Tendai- und Sanron-Lehren und dem Nembutsu des reinen Landes widmete. Nach seiner Wirkungsgeschichte fiel die Hossō-shū in nahezu vollständige historische Bedeutungslosigkeit. Die großen Laienbewegungen des Nichiren- sowie des Reinen-Land-Buddhismus hatten zu dieser Zeit Geltungsansprüche und Wirkungsmacht der alten Nara-Schulen weitestgehend erodiert.
So ging die Hossō-shū im Zuge der historischen Entwicklung größtenteils in anderen Schulen auf. 1892 wurden Hōryū-ji, Kōfuku-ji und Yakushi-ji zu den drei Haupttempeln der Hossō-shū unter nur einem einzigen Abt erklärt. Die Anzahl der Zweigtempel belief sich zu dieser Zeit auf nur ca. 40.
Die Hossō-shū existiert gegenwärtig im strengen Sinn nicht mehr als eigenständige Schule.

## Schriften
Der wichtigste Grundtext der Hossō-shū ist das Jōyuishiki-ron (成唯識論; zu Deutsch etwa: „Nachweis, dass alles nur Bewusstsein ist“) des Xuan Zang, seinerseits eine Übertragung des Vijñaptimātratā-siddhi-śāstra von Dharmapala (jap. Gohō, um 600). Es handelt sich dabei um eine Sammlung von Kommentaren zu Vasubandhus Triṃśikā kārikā (zu Deutsch etwa „Dreißig Verse“).
Die sechs grundlegenden Sūtras, die auch im Jōyuishiki-ron erwähnt und zitiert werden, sind:
1. Daihōkō-butsu-kegonkyō (大方廣佛華嚴經; skt. Buddhāvataṃsaka-nāma-mahāvaipulya-sūtra)
2. Gejim-mik-kyō (解深密經; skt. Saṃdhinirmocana-sūtra, dt. etwa „Erklärung des Tiefen und Geheimnisvollen“)
3. Daijō-nyūryōga-kyō (楞伽阿跋多羅寶經; skt. Laṅkāvatāra-sūtra, dt. etwa „Mahayana-Sutra von der Ankunft Buddhas in (Sri)Lanka“)
4. Daijō-mitsugon-kyō (大乘密嚴經; skt. Ghanavyūha-sūtra, dt. etwa „Geheimnisvolles strahlendes Sutra“)
5. Nyorai-shutsugen-kudokushōgon-kyō (nicht erhalten)
6. Abidatsuma-kyō (nicht erhalten)

Des Weiteren wurden auch andere Schriften der Abhidharma-Literatur miteinbezogen, so das Yuga-ron (skt. Yogācāra-bhūmi-śāstra) des Asaṅga.
In seiner Klassifikation des buddhistischen Kanon wendete die Hossō-shū ein Drei-Stufen-Modell an, das die Entwicklung der buddhistischen Lehre verdeutlichen soll:
1. Lehre von der Existenz (Postulat der Existenz der Dharma zur Auflösung der Illusion eines eigenständigen Selbst; dies sind die Hinayana-Sutras)
2. Lehre von der Leerheit (Postulat der Leerheit der Dharma zur Auflösung der Illusion ihrer eigenständigen Existenz; dies sind verschiedene Prajñāpāramitā-Sutras)
3. Lehre des Mittleren Weges (Zurückweisung der Postulate von Existenz und Nicht-Existenz gemäß der Lehre vom Mittleren Weg; dies sind Mahayana-Sutras wie das Kegon-kyō, das Gejim-mik-kyō, das Konkōmyō-kyō (skt. Suvarna-prabhāsa-(uttama)-sūtra), das Hoke-kyō und das Nehangyō).

## Lehre

### Primat des Bewusstseins
Ähnlich wie auch die vorgängigen Schulen in Indien (hier insbesondere der Frühbuddhismus) und China, behauptet die Hossō-shū (insbesondere im Jōyuishiki-ron) die These, dass alles im konventionellen Sinn nur Bewusstsein (一切唯識, issai yuishiki) ist. Dies ist so zu verstehen, dass die Existenz von Objekten nur als durch das Bewusstsein vermittelt gedacht bzw. vorgestellt werden kann. Das Bewusstsein ist also Bedingung der Möglichkeit jeglicher Erkenntnis (vgl. transzendental). Andererseits konstruiert das Bewusstsein in Bezug auf jedwedes Objekt dieses immer schon mit und stellt es gleichzeitig als objektiv wahr vor. Wegen seiner eigenen Leerheit (jap. kū) verfehlt es dabei aber die Form wahrer Wirklichkeit (im Verständnis der Hossō-shū sogenannte „Soheit“ bzw. „Solchheit“; 眞如, shinnyo), die deshalb nur durch ein reines Bewusstsein ohne jeglichen bzw. falschen Gegenstands- bzw. Objektbezug erschließbar sei.
Jeder der „Einhundert Daseinsfaktoren der Existenz“ ist der Hossō-shū nach jeweils einem von drei verschiedenen Weisen des bewussten Verstehens zugeordnet:
1. Illusionäre, diskriminierende Natur (遍計所執性, henge shoshūshō; der normale aber irrige Zustand des gewöhnlichen Menschen im Samsara, der die wahre Soheit der Welt im Bewusstsein verfehlt)
2. Abhängige Natur (依他起性, etaki shō; Einsicht in die Existenz der Phänomene als Kombination aus Ursachen und Bedingungen)
3. Vollkommen-vervollständigte Natur der Realität (円成実性, enjō jishō; Einsicht in die wahre Natur aller Phänomene (Soheit), die in der vollständigen Wechselwirkung aller Phänomene miteinander besteht)

### Speicherbewusstsein
In der ausdifferenzierten Darlegung der „Einhundert Daseinsfaktoren der Existenz“ unterscheiden Hossō-shū und Jōyuishiki-ron acht Daseinsfaktoren, die den verschiedenen Bewusstseinsarten entsprechen. Als wichtigste Art des Bewusstseins gilt dabei das sogenannte „Speicherbewusstsein“ (阿頼耶識, araya shiki bzw. honshiki), ein vom individuellen Leben weitgehend unabhängiges Kontinuum von karmagestaltenden Kräften und phänomenalen Vorstellungen, die ihrerseits in Ansammlungen von sogenannten „Samen“ (種子, shūji) begründet sind. Diese sind selbst Resultate von vergangenen oder gegenwärtigen Anhaftungen sowie einer Wechselwirkung mit den sieben anderen Arten des Bewusstseins. Die Vermittlung von Wahrheit durch das verunreinigte, konventionelle Bewusstsein ist also immer kontingent (wenn auch in seiner Abfolge stets konsistent) und somit auch immer teilweise imaginär.

### Erleuchtung
Zum Eintritt ins Nirvana muss das Speicherbewusstsein beruhigt und von den Samen gereinigt werden. Nach der Erleuchtung sei es dann in eine „Spiegelweisheit“ (鏡智, kyōchi) transformiert. Das Speicherbewusstsein spiegele in diesem Zustand die objektive Welt wie ein Spiegel. Dementsprechend wandeln sich auch die fünf Bewusstseinstypen der sinnlichen Wahrnehmung in „Handlungsweisheit“ (作事智, saji chi bzw. 成所作智, jō shosa chi), der Bewusstseinstyp der geistigen Funktionen in „Beobachtungsweisheit“ (妙觀察智, myō kanzacchi) und der Bewusstseinstyp der Vorstellung eines Ego in die „Gleichheitsweisheit“ (平等性智, byōdōshō chi).
In Bezug auf den in nahezu allen Yogācāra-Schulen umstrittenen Punkt, ob die Möglichkeit zur Erleuchtung dem Subjekt inhärent innewohnt oder erst erworben werden muss, vertrat die Hossō-shū einen vermittelnden Standpunkt: Es gäbe sowohl Wesen mit Samen, die zur Erleuchtung verhelfen, als auch solche Wesen, denen es möglich ist, solche Samen zu entwickeln. In der Konsequenz lief diese Analyse jedoch auch darauf hinaus, Wesen zu postulieren, die faktisch nie die Erleuchtung erlangen („Icchantika“; japanisch 一闡提, issendai), was der Hossō-shū scharfe Kritik von anderen Mahāyāna-Schulen (insbesondere der Tendai-shū) einbrachte.
Eine weitere Kritik von Seiten des Mahāyāna bestand darin, dass die Hossō-shū die Doktrin des „Einen Fahrzeugs“ (ekayana) nicht akzeptierte, wie sie im Lotos- und Nirvana-Sutra dargelegt wurde. Stattdessen klassifizierte sie das ekayāna als eine nur für bestimmte Wesen angepasste Lehre (upaya), die lediglich nicht für die issendai bestimmt sei.